# Черницын, Иван Иванович
Иван Иванович Черницын (1748, по другим данным 01.07.1750 — 7 мая 1809, по другим данным 15.04.1809, Санкт-Петербург) — российский горный специалист, администратор, картограф, изобретатель. Член-корреспондент Петербургской академии наук (22.06.1800). Берграт 5 класса (1803).
Один из учеников И. И. Ползунова, участник строительства, испытания и работы знаменитой «огненной машины».

## Биография
Из семьи горного офицера, в формулярных списках фигурирует как сын штаб-офицера. Отец — Иван Егорович (1722 −28.3.1782, Барнаул), мать — Дарья Петровна. Отец родился в семье тобольского дворянина. В 1735 г. поступил на горную службу в Екатеринбургское ведомство унтер-шихтмейстером. В 1744 г. ему был пожалован горный чин шихтмейстер.
У отца во втором браке родились Николай и дочь Елизавета (1763-?). Его мать состояла в свойстве с екатеринбургским горным офицером гиттенфервальтером А. В. Лавровым.
Сам Иван Иванович также был дважды женат. Первая супруга Орина Ивановна (1750-?), дочь приказного служителя; вторая Дарья Федоровна, дочь обер-офицера. Дети были в первом браке: сын Яков (1788-3.6.1832, Барнаул), дочери Катерина (1772-?), Анна (1776-?), Елизавета (1784-?), Дарья (1791-?). Сын Яков Иванович был женат на
Ирине Степановне, дочери штаб-офицера. У них родились дочери Софья и Елизавета. Яков Иванович продолжил дело отца и деда: выпускник Горного кадетского корпуса в Санкт-Петербурге. В 1809 г. получил горный чин шихтмейстера. В 1818 г. произведен в берггешворены, в 1820 г. — в гиттенфервальтеры, в 1821 г. — в маркшейдеры, в 1828 г. — в бергмейстеры, в 1831 г. — в обер-бергмейстеры. Занимал должности пристава Петровского и Карамышевских рудников, присутствующего Змеиногорской конторы, управляющего Локтевского и Барнаульского заводов, младшего советника Горного правления по первому отделению, правителя дел Горного совета.
Карьера Ивана Ивановича сложилась крайне удачно. Управлял лесными делами, Барнаульской чертежной и школой, заведовал делами начальника заводов, был асессором горных дел Казенной палаты (Казенного департамента) Колыванской губернии (области) и асессором в составе комиссии военного суда при Колывано-Воскресенском батальоне, состоял в присутствии Барнаульской заводской конторы, руководил Барнаульским заводом, исполнял должность презуса особой Барнаульской военно-судной комиссии.
В 1764 г. поступил на горную службу в звании унтер-шихтмейстера. В 1771 г. произведен шихтмейстером, в 1773 г. — берггешвореном, в 1776 г. — гиттенфервальтером, в 1781 г. — обер-гиттенфервальтером, в 1786 г. — обер-бергмейстером, в 1803 г. — бергратом.
В 1782—83 — член Горной экспедиции.
В 1786—94 — управляющий в Барнаульской заводской конторе.
В 1796—1803 — начальник Нерчинских сереброплавильных заводов.
Ученик и помощник И. И. Ползунова по строительству паровой машины. После смерти изобретателя вместе с Д. Левзиным руководил её испытаниями и работой.
Занимался составлением карт и описанием округи Колывано-Воскресенских (Алтайских) заводов и рудников.

## Награды
орден Святого Владимира IV степени (1794).